# الیسلی، یولاس
الیسلی، یولاس (به لاتین: Alıçlı, Ulus) یک منطقهٔ مسکونی در ترکیه است که در استان بارتین واقع شده‌است.

## خصوصیات
الیسلی ۹۶ نفر جمعیت دارد.